# ISO 3166-2:PK
ISO 3166-2:PK est l'entrée pour le Pakistan dans l'ISO 3166-2, qui fait partie du standard ISO 3166, publié par l'Organisation internationale de normalisation (ISO), et qui définit des codes pour les noms des principales administration territoriales (e.g. provinces ou États fédérés) pour tous les pays ayant un code ISO 3166-1.

## Subdivisions (7)
Les noms des subdivisions sont listés selon l'usage de la norme ISO 3166-2, publiée par l'agence de maintenance de l'ISO 3166 (ISO 3166/MA).
| Code                                                | Nom de la subdivision                      | Nom de la subdivision                         | Nom de la subdivision | Type                               |
| Code                                                | en français                                | en anglais                                    | en ourdou             | Type                               |
| --------------------------------------------------- | ------------------------------------------ | --------------------------------------------- | --------------------- | ---------------------------------- |
| PK-IS                                               | Territoire fédéral d'Islamabad             | Islamabad                                     | Islāmābād             | territoire de la capitale fédérale |
| PK-BA                                               | Baloutchistan                              | Balochistan                                   | Balōchistān           | province                           |
| PK-KP                                               | Khyber Pakhtunkhwa                         | Khyber Pakhtunkhwa                            | Khaībar Pakhtūnkhwā   | province                           |
| PK-PB                                               | Pendjab                                    | Punjab                                        | Panjāb                | province                           |
| PK-SD                                               | Sind                                       | Sindh                                         | Sindh                 | province                           |
| PK-JK                                               | Azad Cachemire                             | Azad Jammu and Kashmir (variant local : AJ&K) | Āzād Jammūñ o Kashmīr | zone administrée par le Pakistan   |
| PK-GB                                               | Gilgit-Baltistan                           | Gilgit-Baltistan                              | Gilgit-Baltistān      | Province                           |
| ancien code (supprimé depuis le 24 novembre 2020) : |                                            |                                               |                       |                                    |
| PK-TA                                               | Régions tribales fédéralement administrées | Federally Administered Tribal Areas           | -                     | territoire                         |

Historiques des changements
- 13 décembre 2011 : Changement de noms, réajustement linguistique et mise à jour de la liste source.
- 27 novembre 2015 : Ajout du système de romanisation pour urd.
- 13 novembre 2017 : Modification de l'orthographe du nom de catégorie remplacer ilaqa par ‘alāqahilaqa, remplacer suba par sūbah, remplacer wafaqi dar-ul-hakumat ka ilaqa par wafāqī dār al ḩikūmat ‘alāqah ; modification du nom de la subdivision de PK-JK (eng et urd); ajout d’une variation locale pour PK-JK en eng ; mise à jour de la Liste Source.
- 22 novembre 2019 : Suppression des territoires PK-TA ; Mise à jour de la Liste Source.
- 24 novembre 2020 : Correction du Code Source.